# Tallard
Tallard è un comune francese di 1 996 abitanti situato nel dipartimento delle Alte Alpi della regione della Provenza-Alpi-Costa Azzurra.

## Attività
Tallard è nota per essere il principale centro europeo di attività connessa al volo libero e al paracadutismo. Grazie al suo clima e all'aerologia della zona, l'aerodromo di Gap-Tallard è diventato la prima piattaforma europea per la pratica delle diverse attività connesse al volo: paracadutismo, deltaplano, mongolfiera, parapendio, volo con gli alianti.

## Società

### Evoluzione demografica
Abitanti censiti